# Wolfgang Dürwald
Wolfgang Dürwald (* 13. Januar 1924 in Hagen, Westfalen; † 24. Mai 2014 in Leipzig) war ein deutscher Arzt, Gerichtsmediziner und Hochschullehrer.

## Leben
Dürwald studierte (unterbrochen durch Wehrdienst und amerikanische Gefangenschaft in Kreuznach) von 1942 bis 1949 Medizin an der Universität Jena, an der er auch mit der Arbeit „Hitze- und Sonnenschäden beim Menschen“ promoviert wurde. Während seines Studiums wurde er 1942 Mitglied der Burschenschaft Arminia auf dem Burgkeller.
1950–1951 war er als Assistenzarzt an der Chirurgischen Klinik der Universität Jena bzw. als Assistenzarzt am Städtischen Krankenhaus Jena, Innere Medizin, tätig. Zudem arbeitete er 1951–1952 als Assistenzarzt an dem von Gerhard Voigt geleiteten Institut für Gerichtliche Medizin und Kriminalistik in Jena. Am Kreiskrankenhaus Sondershausen wurde er 1952 Oberarzt. In der Zeit von 1952 bis 1954 nahm er die Aufgaben eines Stationsarztes an der Nervenklinik der Universität Jena wahr. 1955 wurde er Facharzt für Gerichtliche Medizin. 1954–1958 war er Oberarzt und kommissarischer Direktor des Instituts für Gerichtliche Medizin und Kriminalistik der Friedrich-Schiller-Universität Jena. 1957 erfolgte die Habilitation für Gerichtliche Medizin an der Universität Jena mit einer Arbeit über „Die Verteilung der Blutgruppen und Blutgruppenfaktoren in Thüringen und ihre forensische Bedeutung“. 1958 bis 1961 lehrte er als Professor mit Lehrauftrag für Gerichtliche Medizin an der Universität Rostock, 1961–1969 war er als ordentlicher Professor für Gerichtliche Medizin an der Medizinischen Fakultät der Universität Leipzig und von 1969 bis 1989 als ordentlicher Professor für Gerichtliche Medizin im Bereich Medizin der Universität Leipzig tätig. Dürwald verbesserte die forensische Praxis durch Einführung von gerichtsärztlichen Tages- und Nachtdiensten, Leichennachschauen vor Kremationen sowie der Etablierung von Fortbildungskursen für Richter und Staatsanwälte nachhaltig.

Grabstätte Wolfgang Dürwald, Südfriedhof, Professorenrabatte

Er war Vizepräsident der Internationalen Akademie für Gerichtliche und Soziale Medizin und viele Jahre Vorsitzender der Gesellschaft für Gerichtliche Medizin der DDR. Mitglied der Sächsischen Akademie der Wissenschaften wurde er 1978. Er war Prodekan von 1966 bis 1967, Dekan von 1968 bis 1972 der Medizinischen Fakultät der Universität Leipzig. Neben zahlreichen internationalen Ehrenmitgliedschaften war er Mitglied der Deutschen Gesellschaft für Rechtsmedizin. Ferner wurde er mit dem Konrad-Händel-Preis und der Richard-Kockel-Medaille geehrt.
Wolfgang Dürwald wurde auf dem Leipziger Südfriedhof beerdigt.

## Publikationen (Auswahl)
- Die Verteilung der Blutgruppen und Blutfaktoren in Thüringen und ihre forensische Bedeutung, Leipzig 1957
- Gerichtsmedizinische Untersuchungen bei Verkehrsunfällen, Leipzig 1966
- Rechtsfragen in der Medizin, Leipzig 1970
- Gerichtliche Medizin, Leipzig 1981
- Tote unter Eid: Ein Rechtsmediziner ermittelt, Leipzig 2001, ISBN 3-453-86270-8.
- Ermittler in Weiß:  Tote sagen aus, Leipzig 2000, ISBN 978-3-86189-178-9